# Жанатурмыс (Толебийский район)
Жанатурмыс (каз. Жаңатұрмыс) — село в Толебийском районе Туркестанской области Казахстана. Входит в состав Алатауского сельского округа. Код КАТО — 515837300.

## Население
В 1999 году население села составляло 360 человек (188 мужчин и 172 женщины). По данным переписи 2009 года, в селе проживало 378 человек (190 мужчин и 188 женщин).